# Elisenturm

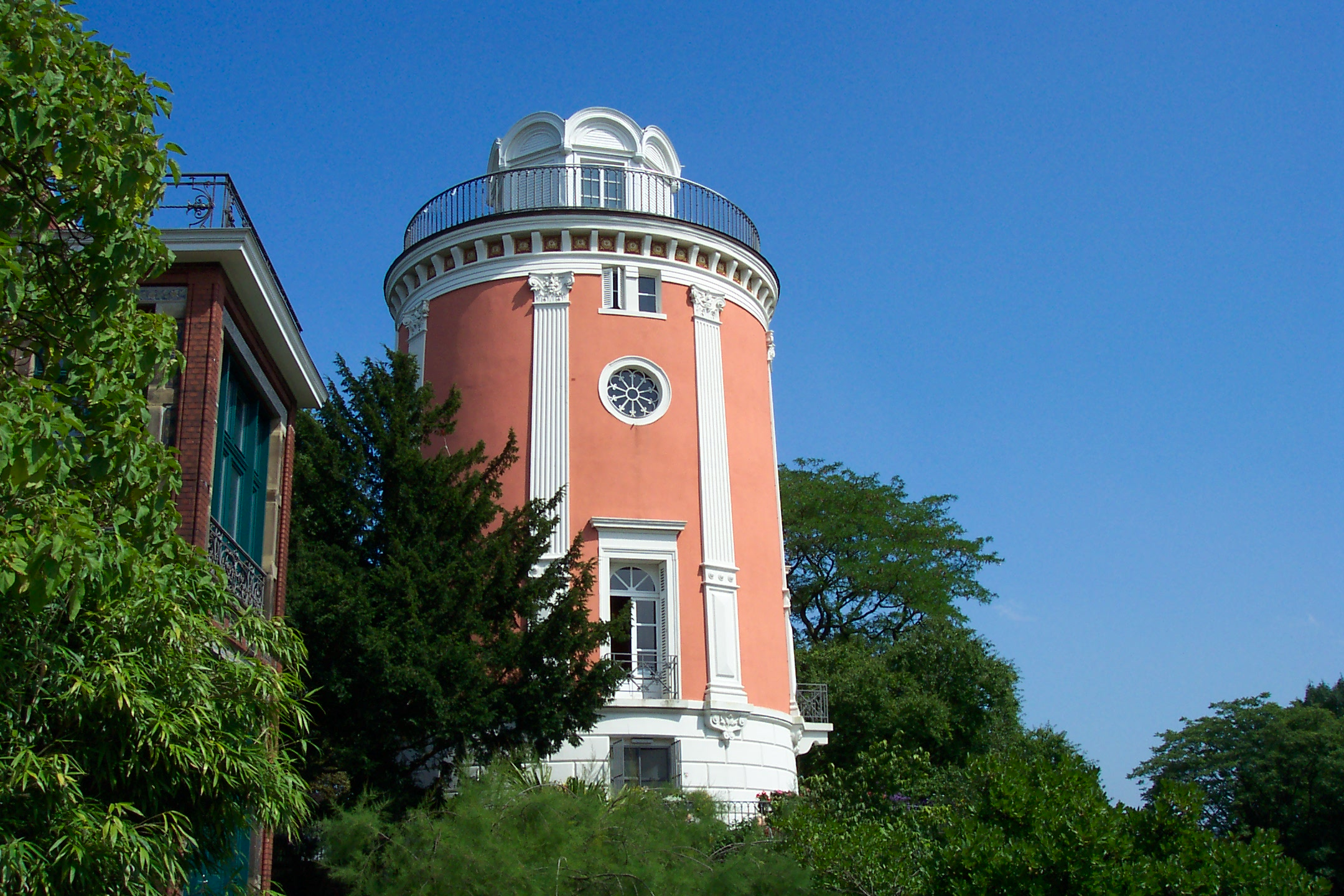
Elisenturm

Der Elisenturm ist ein gut 21 Meter hoher Aussichtsturm in Wuppertal in einer Parkanlage auf dem Höhenzug der Hardt, nördlich der Wupper.
Seinen Namen erhielt der Turm zu Ehren von Elisabeth Ludovika von Bayern, genannt Elise, der Gemahlin Friedrich Wilhelms IV. von Preußen. Der Textilfabrikant und Stadtrat Engelbert Eller gründete 1820 auf der Hardt einen Landsitz mit Villa, Orangerie und Betriebsgebäude. 1838 errichtete er auf dem Fundament einer alten Windmühle aus dem Jahr 1812 den Turm als Sternwarte. Ab ca. 1850 war er der Öffentlichkeit als Aussichtsturm zugänglich. Die Witwe Ellers vererbte den Besitz dem Deutschen Roten Kreuz, das ihn 1907 der Stadt Wuppertal übertrug. Der den Turm umgebende Park wurde 1910 Teil des 1890 gegründeten Botanischen Gartens. Nach dem Zweiten Weltkrieg wurde der Elisenturm durch die Volkshochschule wieder als Sternwarte genutzt, wurde aber zunehmend baufällig.
Nach einer grundlegenden Sanierung in den 1960er Jahren ist der Turm heute im Rahmen von Führungen zugänglich. Der darin befindliche Kuppelsaal dient als Ausstellungsraum und Trausaal.